# Lazio C5
El Società Sportiva Lazio Calcio a 5 es un equipo de fútbol sala profesional de la ciudad de Roma, Italia. Es la sección de fútbol sala de la Società Polisportiva Lazio (cuya sección de fútbol es la Società Sportiva Lazio). Actualmente juega en la Serie A de la Divisione Calcio a 5. 
El club fue fundado en el año 1996 como SS Lazio Calcio a 5, siendo bajo esta denominación el periodo más glorioso del club consiguiendo varios títulos nacionales y el subcampeonato europeo. En la temporada 2005/2006 el club se fusiona con el Ceccano y con el AS Genzano Calcio a 5, equipo de Serie A. En el verano de 2006 el club se fusiona con el AS Nepi, también de Serie A compitiendo la temporada 2006/2007 con el nombre de Lazio Nepi. Para la temporada 2007/2008 el club nuevamente se fusiona, en este caso con el ASD Ariccia Colleferro de la Serie B, mudándose a la localidad de Colleferro en el interior de la provincia de Roma. En la temporada 2009/10 el club regresa a la ciudad de Roma.

## Palmarés
- Campeón de Serie A1 1997/1998 (Lazio C5); 1999/2000 (AS Genzano C5)
- Copa Italia 1998, 1999, 2003 (Lazio C5); 2000 (AS Genzano C5); 2005 (AS Nepi)